# Entrefer
L'entrefer est une coupure dans un circuit magnétique.
Cette dernière peut être créée pour plusieurs raisons :
- pouvoir placer un appareil de mesure ou un capteur dans l'entrefer pour mesurer le champ dans le circuit magnétique ;
- assurer la mobilité d'une partie du circuit magnétique. C'est le cas pour les machines électriques où stator et rotor sont séparés d'un entrefer fonctionnel ;
- augmenter la réluctance du circuit magnétique afin de pouvoir augmenter la valeur de l'intensité qui provoque la saturation du circuit magnétique.

On introduit parfois un entrefer dans le circuit magnétique de certains transformateurs pour des applications particulières. Les postes à souder, par exemple, ont parfois cet entrefer. Il permet, en provoquant une forte chute de tension en fonction de l'intensité appelée, d'utiliser le poste à souder en court-circuit. 